# Riserva naturale integrale Tsingy di Bemaraha
La Riserva naturale integrale Tsingy di Bemaraha è una riserva naturale situata vicino alla costa occidentale del Madagascar. 
A causa della geografia unica, delle ben conservate foreste di mangrovia, degli uccelli selvatici e della popolazione di lemuri, venne aggiunto ai patrimoni dell'umanità dell'UNESCO nel 1990. In seguito, nel 1997, la parte meridionale dell'area protetta (666 km²) è diventata ufficialmente il Parco nazionale Tsingy di Bemaraha.

## Territorio
L'attuale riserva naturale integrale copre una superficie di 853 km², caratterizzata dalla presenza degli tsingy, caratteristiche formazioni rocciose calcaree di origine carsica, dall'aspetto a guglia, tra le quali scorre il fiume Manambolo.

## Flora
Nella riserva sono state censite 430 diverse specie botaniche, 85% delle quali endemiche. La vegetazione dominante è rappresentata dalla foresta decidua secca, con prevalenza di Dalbergia spp., Commiphora spp. e Hildegardia spp., a cui si alternano piccole "isole" di foresta umida. Alcune specie sono esclusive di quest'area come per esempio l'ebano del Madagascar (Diospyros perrieri), l'albero di fuoco (Delonix regia) e il banano selvatico Ensete perrieri. Sono presenti anche il baobab Adansonia digitata e diverse xerofite come Aloe spp., Euphorbia spp. (tra cui l'endemica E. bemarahaensis), Kalanchoe spp. e Pachypodium spp. È segnalato anche un discreto contingente di Orchidaceae (Angraecum spp, Bulbophyllum spp, Oeceoclades spp.). In alcuni corsi d'acqua cresce infine la pianta acquatica Aponogeton madagascariensis.

## Fauna
Tra i mammiferi presenti nella riserva vi sono 11 specie di lemuri, alcuni facilmente osservabili come il sifaka di Decken (Propithecus deckenii) e il lemure dalla fronte rossa (Eulemur rufus); altri più elusivi, per le loro abitudini notturne, come il lepilemure di Milne-Edwards (Lepilemur edwardsi), il valuvi pallido (Phaner pallescens), l'apalemure occidentale (Hapalemur occidentalis), il licanoto occidentale (Avahi occidentalis), l'avahi di Bemaraha (Avahi cleesei), il microcebo murino (Microcebus murinus), il microcebo di Coquerel (Mirza coquereli) e il cheirogaleo medio (Cheirogaleus medius). Altre specie di cui è segnalata la presenza sono il fossa (Cryptoprocta ferox), la mangusta dalla coda ad anelli (Galidia elegans), il ratto degli tsingy (Eliurus antsingy) e il ratto di foresta rosso (Nesomys rufus). Numerose le colonie di pipistrelli che trovano riparo nelle grotte della riserva; tra le specie censite vi sono Rousettus madagascariensis, Eidolon dupreanum, Taphozous mauritianus, Triaenops menamena, Triaenops furculus, Miniopterus gleni, Miniopterus manavi, Myotis goudoti, Otomops madagascariensis, Scotophilus tandrefana e Hipposideros commersoni.
Molto ricco il contingente dell'avifauna che annovera numerosi endemismi tra cui l'aquila pescatrice del Madagascar (Haliaeetus vociferoides), l'astore di Henst (Accipiter henstii), lo sparviero del Madagascar (Accipiter madagascariensis), l'assiolo del Madagascar (Otus rutilus), l'alzavola di Bernier (Anas bernieri), il rallo golabianca (Mentocrex kioloides), l'albanella del Madagascar (Circus macrosceles), il tuffetto del Madagascar (Tachybaptus pelzelnii), l'airone di Humblot (Ardea humbloti), la sgarza del Madagascar (Ardeola idae), l'ibis crestato di foresta (Lophotibis cristata), il cua di Coquerel (Coua coquereli), il cua gigante (Coua gigas) e il cua capirosso (Coua ruficeps).
Un spedizione scientifica del 2006 ha registrato 19 specie di anfibi e 60 specie di rettili. Tra i primi vanno menzionate alcune specie il cui areale è esclusivo della riserva quali Plethodontohyla fonetana, Boophis tampoka e Gephyromantis atsingy. Tra i rettili meritano una menzione il camaleonte Brookesia perarmata, un endemismo il cui areale è ristretto al territorio della riserva e del limitrofo parco nazionale, e il geco Phelsuma borai.

## Accessi
Il parco può essere visitato facendo base a Bekopaka, un comune rurale collegato a Belo sur Tsiribihina e Morondava attraverso la strada nazionale RN 8.

## Galleria d'immagini

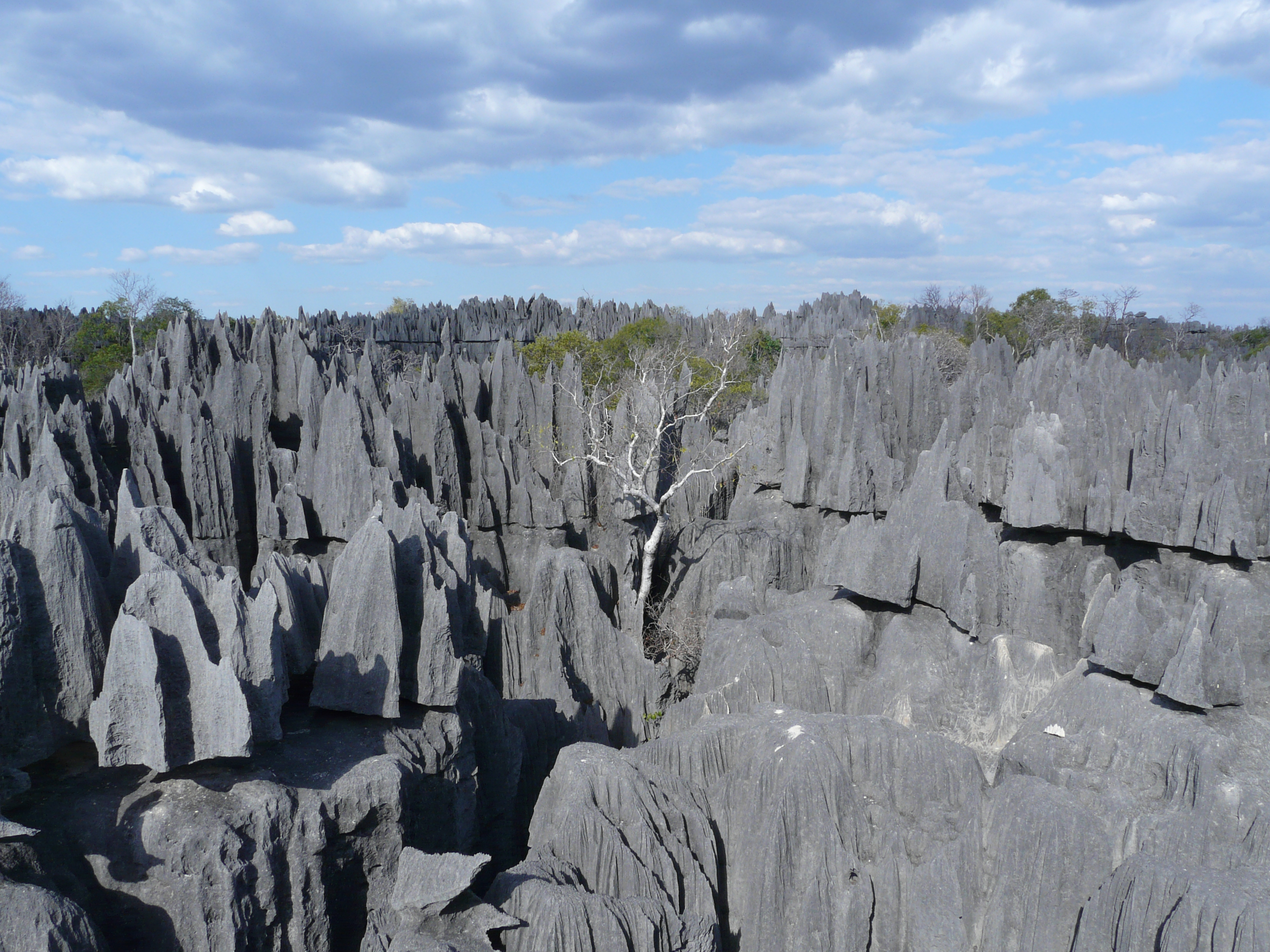
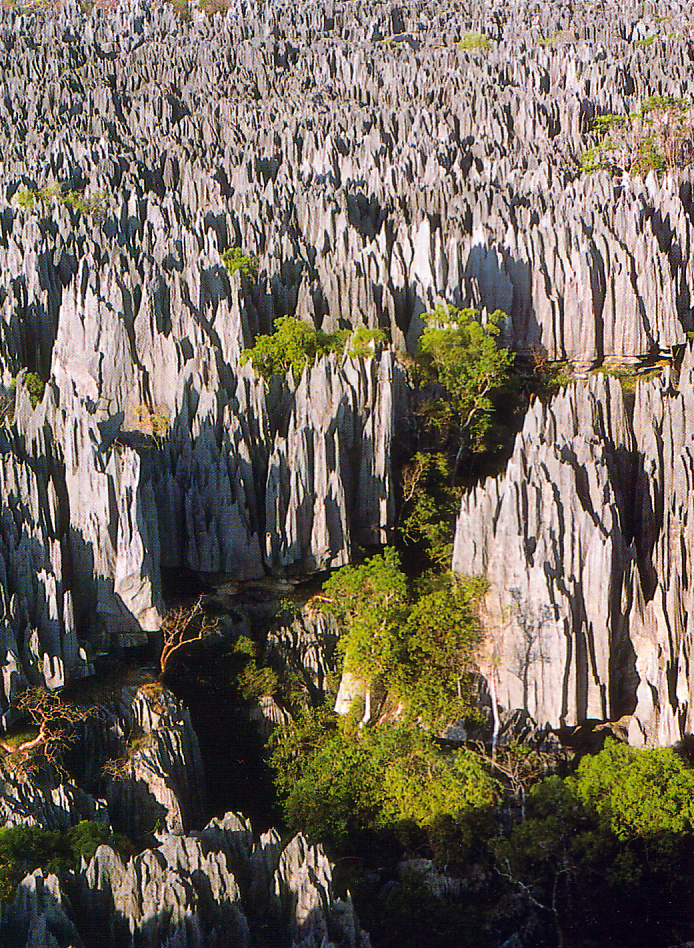
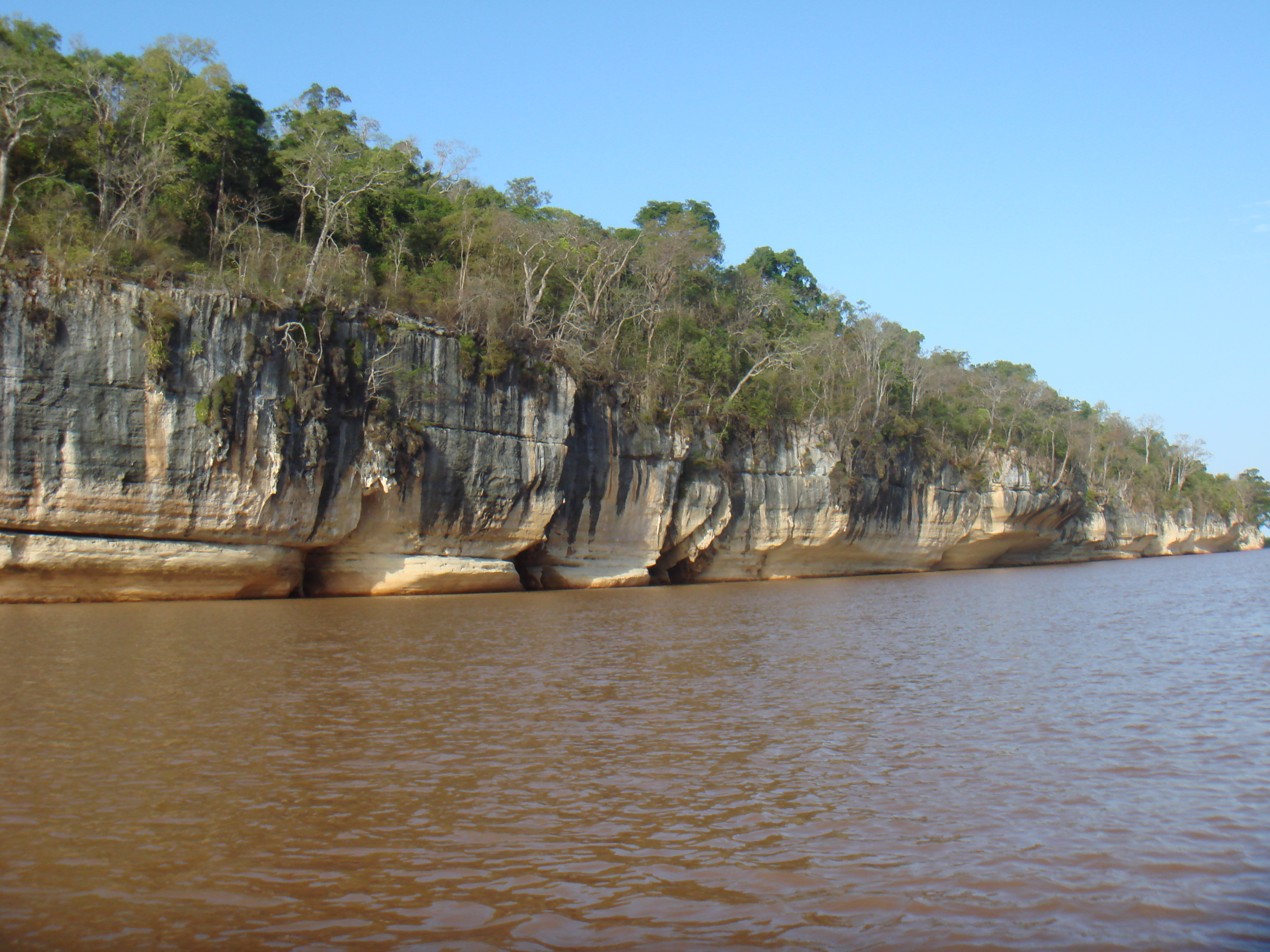
Il fiume Manambolo
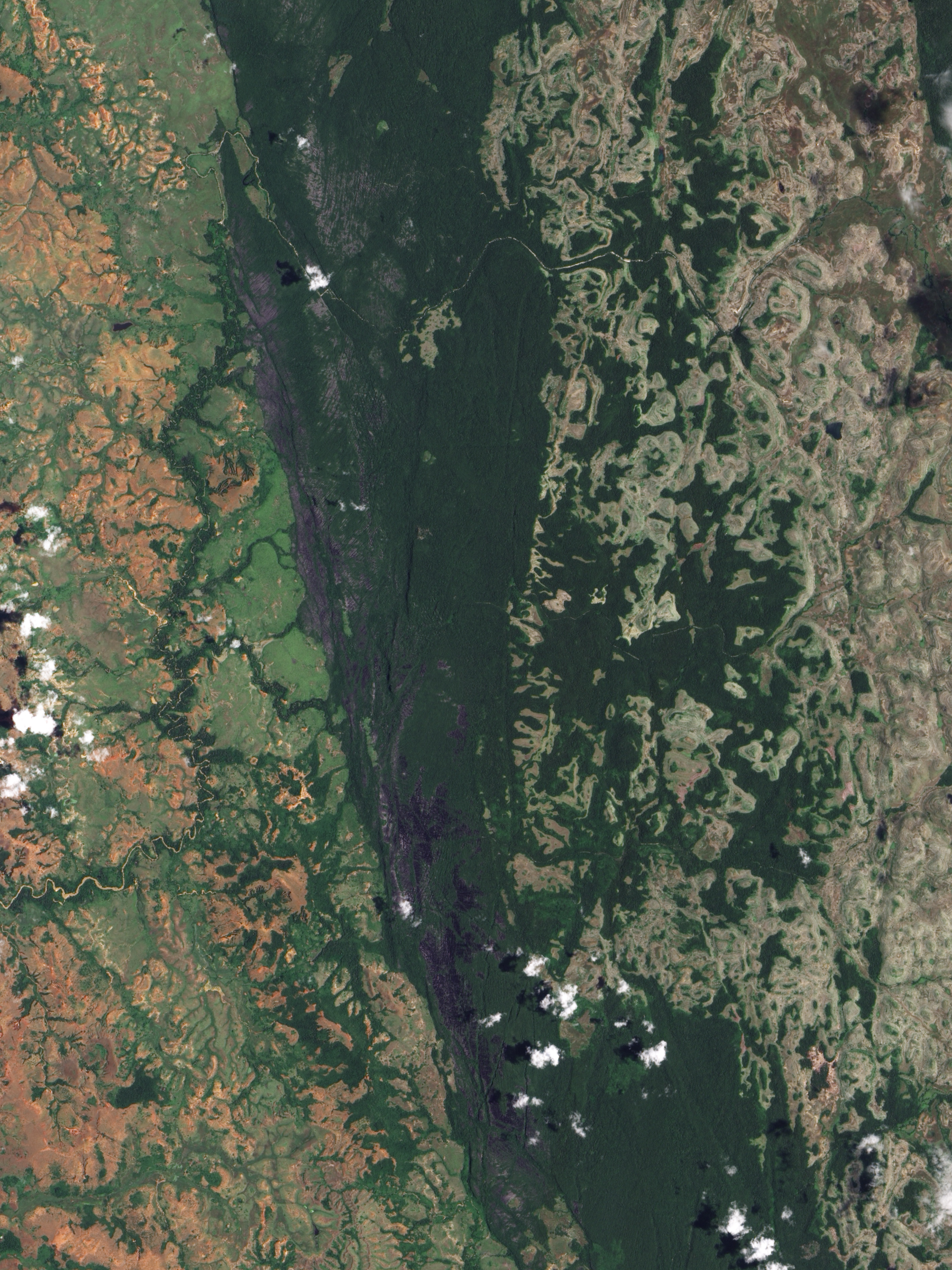
Veduta aerea
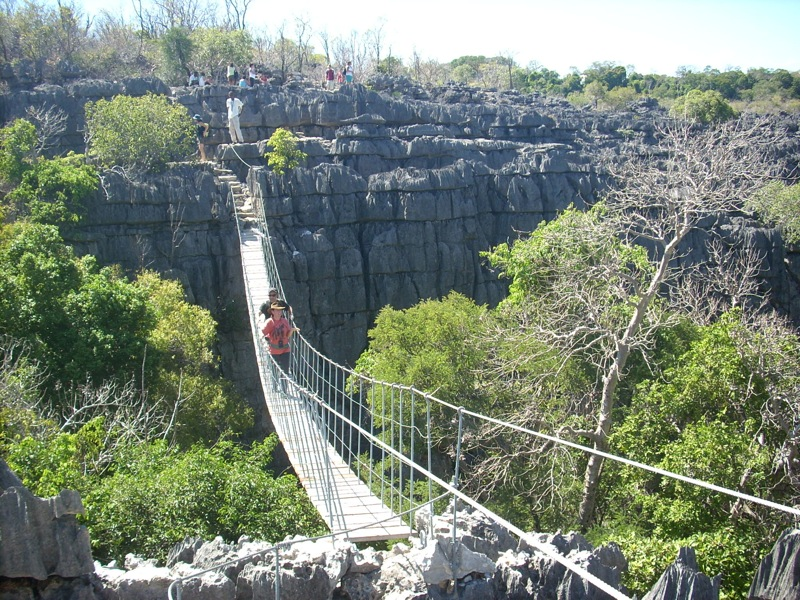